# Rottenbiller utca
Rottenbiller utca est une rue située à Erzsébetváros (7e arrondissement de Budapest), s'étendant entre Lövölde tér et Baross tér.